# Gen Satō
Gen Satō (jap. 佐藤 元 Satō Gen; ur. 22 marca 1997 w prefekturze Kanagawa) – japoński seiyū, pracujący dla agencji I’m Enterprise.

## Biografia
Satō zainteresował się karierą seiyū w trzeciej klasie gimnazjum po obejrzeniu anime Star Driver: Kagayaki no takuto. Jego rodzina nie była przeciwna jego decyzji, pod warunkiem, że podejmie również studia. Podczas studiów zapisał się do Japan Narration Actor Institute. Po ukończeniu szkolenia przeszedł pomyślnie przesłuchanie zorganizowane przez agencję talentów I’m Enterprise i formalnie związał się z nią w 2017 roku.
W 2019 roku Satō został obsadzony w roli Chrome’a w serialu anime Dr. Stone oraz jako Rintarō Futsu w serialu Hoshiai no sora. W 2021 roku zagrał role Fumiyi Tomozakigo w serii Jaku-Chara Tomozaki-kun i Tomoyukiego Kuboty w Skate-Leading Stars. W 2022 roku użyczył głosu postaci Ko Yamoriego w anime Zew nocy. Satō był jednym ze zwycięzców nagrody dla najlepszego nowego aktora podczas 16. edycji Seiyū Awards.

## Filmografia

### Seriale anime
2018
- Gundam Build Divers – nurek[1]
- Golden Kamuy – żołnierz (odc. 1)[1]
- Shichisei no subaru – poszukiwacz przygód, gracz[1]
- Hataraku saibō – czerwona krwinka[1]
- Persona 5: The Animation[1]
- A Certain Magical Index III – obywatel (odc. 3); rycerz C (odc. 12)[1]
- Gdy zakwitnie w nas miłość – uczeń (odc. 2, 4)[1]
- Beelzebub-jō no okinimesu mama. – Purson[1]

2019
- Endro~! – wojownik[1]
- Odrodzony jako galareta – Gale Gibson[1]
- Sword Art Online: Alicization – gracz[1]
- Dr. Stone – Chrome[4]
- Hoshiai no sora – Rintarō Futsu[5]

2020
- King’s Raid: Ishi wo tsugumono-tachi – Tam[10]

2021
- Jaku-Chara Tomozaki-kun – Fumiya Tomozaki[6]
- Skate-Leading Stars – Tomoyuki Kubota[6]
- Dr. Stone: Stone Wars – Chrome[4]
- Shakunetsu Kabaddi –  Sōma Azemachi[11]
- Bishōnen tanteidan – Sо̄saku Yubiwa[12]
- Kaizoku ōjo – Enju[13]
- Kyōkai senki – Amō Shiiba
- JoJo’s Bizarre Adventure: Stone Ocean – Pi-Chan

2022
- Bucchigire! – Ichibanboshi[14]
- Zew nocy – Ko Yamori[6]
- Hoshi no samidare – Mikazuki Shinonome[15]
- Mushikaburi-hime – Alan Ferrera[16]

2023
- High Card – Finn Oldman[17]
- Tengoku-Daimakyo – Maru[18]
- Czarne chmury w moim sercu – Kenta Kanzaki[19]
- Rokudō no onna-tachi – Tōsuke Rokudō[20]
- Bezsenność po szkole – Ganta[21]

### Gry wideo
2021
- Jack Jeanne – Sōshirō Yonaga[22]
- Fire Emblem Heroes – Saul[23]

2023
- Arknights – Qanipalaat[24]